# Kristoffer Madsen
Kristoffer Madsen (Loddefjord, 6 juni 1996) is een Noors wielrenner die anno 2016 rijdt voor Team FixIT.no.

## Carrière
In 2015 reed Madsen als stagiair bij Team FixIT.no de Puchar Ministra Obrony Narodowej, waarin hij op plek 25 eindigde. Erik Baška won de wedstrijd en Madsen was de derde renner van zijn Noorse ploeg die over de streep kwam.
Voor het seizoen 2016 tekende Madsen een contract bij dezelfde ploeg als die waar hij sinds augustus van het jaar ervoor al stage liep. In juni nam hij deel aan de Ronde van Hongarije, waar hij in de tweede etappe naar de vierde plaats sprintte. In het jongerenklassement eindigde hij op de negende plaats.

## Ploegen
- 2015 –  Team FixIT.no (stagiair vanaf 1-8)
- 2016 –  Team FixIT.no